# 셰이쿠 쿠야테
셰이쿠 쿠야테(프랑스어: Cheikhou Kouyaté, 1989년 12월 21일 ~ )는 세네갈의 축구 선수로, 현재 노팅엄 포리스트와 세네갈 국가대표팀에서 수비형 미드필더 또는 센터백으로 활약하고 있다.
쿠야테는 2006년 RWDM 브뤼셀에서 유소년 계약을 제안 받으며 세네갈에서 벨기에로 이적했다. 그는 19세의 나이로 안데를레흐트로 이적하기 전까지 10경기에 출전해 206경기에 출전해 벨기에 프로 리그를 4번 우승했다. 2014년 6월, 그는 프리미어리그의 웨스트햄 유나이티드에 입단했고, 4년 후, 추정적으로 950만 파운드에 크리스털 팰리스로 이적했다.
쿠야테는 2012년 하계 올림픽에서 세네갈 국가대표팀을 대표했다. 그는 2021년 세네갈의 우승을 포함하여 두 번의 FIFA 월드컵과 네 번의 아프리카 네이션스컵 대회에 출전했다.

## 구단 경력

### 초기 경력
쿠야테는 1996년 고향에서 ASC 예고 다카르에서 축구 선수 생활을 시작했고 2006년 9월, RWDM 브뤼셀에 의해 스카우트되었다. RWDM 브뤼셀은 그 다음 해 1월에 그 선수와 계약했다. 그는 2007년과 2008년 사이에 1군 팀에서 10번의 리그 경기에 출전했다.

### 안데를레흐트
쿠야테가 19살이 되던 해, 그의 전 고용주들이 그에게 3개월치 임금을 주지 않았기 때문에 그는 브뤼셀을 떠났다. 그는 그 후 같은 도시에 있는 안데를레흐트로 4년 자유 이적으로 옮겼다. 그는 또한 KV 코르트레이크에서 임대되었다. 쿠야테는 안데를레흐트 소속으로 153번의 리그 경기에 출전하여 클럽에서 5시즌 동안 4골을 넣었다. 그는 2010-11년, 2012-13년, 2013-14년 벨기에 슈퍼컵뿐만 아니라 2009-10년, 2011-12년, 2012-13년, 2013-14년 리그 타이틀도 거머쥐었다.

### 웨스트햄 유나이티드
2014년 6월 18일, 쿠야테는 웨스트햄 유나이티드와 4년 계약을 맺고 700만 파운드의 이적료로 계약했다. 그는 8월 16일, 토트넘 홋스퍼와의 홈 경기에서 1-0으로 패배하며 웨스트햄 데뷔 전을 치렀고, BBC는 그의 활약을 "인상적"이라고 평가했다. 다음 주, 샘 앨러다이스 감독은 그를 전 아스널 주장 파트리크 비에라와 비교했다. 12월 28일, 쿠야테는 아스널과의 경기에서 2-1로 패배하며 웨스트햄의 첫 골을 넣었다. 그의 시즌 두 번째 골은 2015년 2월 8일, 맨체스터 유나이티드와의 1-1 무승부 경기에서 나왔다. 그의 경기력은 클럽의 연례 시상식에서 웨스트햄 선수가 선정한 시즌 개인 최고 성적으로 앨러다이스 감독의 찬사를 받았다. 그는 시즌에 토트넘과의 원정 경기에서 2-2 무승부를 기록했고, 레스터 시티와의 원정 경기에서는 2-1로 패배했다. 쿠야테는 프리미어리그 38경기 중 31경기에 출전하며 시즌을 마무리했다.

### 크리스털 팰리스
2018년 8월 1일, 쿠야테는 950만 파운드로 추정되는 미공개 이적료로 런던의 동료 클럽 크리스털 팰리스로 4년 이적을 완료했다. 그는 열흘 후 풀럼에서 앤드로스 타운센드와 88분 교체 투입되어 데뷔 전을 치렀다. 2019년 12월 26일, 그는 54번째 경기에서 첫 골을 넣었고, 셀허스트 파크에서 열린 이전 클럽과의 경기에서 2-1 동점골을 넣었다.
2021년 파트리크 비에라가 감독으로 부임한 후, 쿠야테는 5-3-2 포메이션 (2020-21년 백포의 일부)으로 미드필드 또는 확장 수비에서 계속 뛰었고, 그의 전 미드필드 파트너인 루카 밀리보예비치와 제임스 매카서는 중요성이 감소했다. 쿠야테는 팰리스의 2021-22년 FA컵 4강 진출에 기여했고, 3월 1일 스토크 시티와의 5라운드 홈 경기에서 2-1로 승리했다. 2022년 5월, 쿠야테는 보도에 따르면 성소수자 권리를 위해 무지개색 숫자가 있는 파리 생제르맹 셔츠를 입기를 거부한 세네갈 국가대표팀 동료 이드리사 게예를 "진짜 사나이"라고 불렀다. 비에라는 쿠야테와 사적인 논의를 할 것이라고 말했다.

### 노팅엄 포리스트
2022년 8월 13일, 쿠야테는 프리미어리그의 노팅엄 포리스트와 2년 계약을 맺었다. 그는 8월 21일, 에버턴과의 1-1 무승부에서 포리스트 데뷔 전을 치렀고, 9월 4일, 본머스와의 3-2 패배에서 첫 골을 넣었다.

## 국가대표팀 경력
쿠야테는 RWDM 브뤼셀 데뷔와 같은 해에 18세에서 세네갈 U-20 국가대표팀에 소집되었다. 그는 2007년에 그 팀에서 단 3경기에서 2골을 넣었다.
2012년 2월 29일, 쿠야테는 남아프리카 공화국과의 무골 친선 경기에서 모하메드 디아메와 교체되어 56분에 교체 투입되어 세네갈 국가대표팀에 데뷔했다. 그 당시, 그는 벨기에 시민으로 귀화하는 과정에 있었고, 유럽 국가대표팀과 연결되어 있었다. 같은 해, 그는 세네갈 올림픽 축구 국가대표팀의 선수단에 포함되는 것으로 발표되었다. 그는 대회에서 세네갈의 데뷔 경기로 모든 경기에 출전했고, 이 경기는 8강전에서 녹아웃으로 끝났다.
2015년 1월, 그는 적도 기니에서 열린 2015년 아프리카 네이션스컵의 선수단의 일원이었다. 그는 9월 5일, 나미비아와의 2017년 아프리카 네이션스컵 예선 전에서 첫 국제 골을 넣었다.
그는 러시아의 2018년 FIFA 월드컵 23인 선수단의 일원이었고, 이집트의 2019년 아프리카 네이션스컵에서 세네갈이 준우승을 차지하면서 7경기를 모두 뛰었다. 카메룬에서 열린 2021년 아프리카 네이션스컵에서 그는 우승팀을 위해 6경기를 뛰었고, 마지막 16경기는 카보베르데를 상대로 중단되었다. 적도 기니와의 8강전으로 돌아온 그는 교체 선수로 2분 동안 경기를 뛰면서 3-1 승리에서 그들의 리드를 되찾았다.
쿠야테는 카타르에서 열린 2022년 FIFA 월드컵 세네갈 선수단의 일원이었다. 그는 네덜란드와의 개막전에 선발로 출전했는데, 그곳에서 햄스트링 부상을 입어 토너먼트에서 더 이상 활약하지 못했다.
2023년 12월, 그는 코트디부아르에서 열린 연기된 2023년 아프리카 네이션스컵에 참가할 세네갈 선수단에 이름을 올렸다.

## 수상

### 클럽
RSC 안데를레흐트
- 벨기에 퍼스트 디비전 A : 우승 (2009-10, 2011-12, 2012-13, 2013-14), 3위 (2010-11)
- 벨기에 슈퍼컵 : 우승 (2010, 2012, 2013)

 크리스털 팰리스
- 잉글랜드 FA컵 : 4강 (2021-22)

### 국가대표팀
세네갈
- 아프리카 네이션스컵 : 우승 (2021)[35], 준우승 (2019)[36]